# Haplophyton
Haplophyton é um género botânico pertencente à família Apocynaceae.
1. ↑  «Haplophyton — World Flora Online». www.worldfloraonline.org. Consultado em 19 de agosto de 2020